# 7835 Майронкоуп
7835 Майронкоуп (7835 Myroncope) — астероїд головного поясу, відкритий 16 червня 1993 року.
Тіссеранів параметр щодо Юпітера — 3,366.